# Бытовой газ
Бытовым газом называют газ, использующийся в быту для отопления, подогрева воды и приготовления пищи:
- В XIX — начале XX вв. — в основном коксовый газ, а также газ, полученный газификацией сланцев[1].
- С середины XX в. — в основном природный газ и попутные газы продолжается использование газификации разных видов твердого топлива. При подаче газа по газопроводу используется, как правило, метан; в качестве баллонного газа — пропан[источник не указан 1969 дней].

Лишь порядка 1 % от всего потребляемого бытового газа сжигается для приготовления пищи в многоквартирных жилых домах.

## Вред для человека
Исследование, проведенное учеными из Стэнфордского университета, показало, что бытовые газовые приборы могут создавать высокий уровень бензола в воздухе. Бензол является канцерогеном и может повышать риски развития рака, включая лейкемию. Исследование также выявило, что концентрация бензола в помещениях может превышать рекомендуемые нормы даже после выключения газовых приборов. Рекомендуется проверить системы вентиляции в доме.
Утечка бытового газа может приводить к различным несчастным случаям, таким, как отравления, взрывы, пожары.